# Чарака-самхита
«Чарака-самхита» — ранний трактат по Аюрведе. Один из трех наиболее авторитетных классических текстов (вместе с «Сушрута-самхитой» и «Аштанга-хридая-самхитой»). Составление оригинала датируется по разным оценкам от 700 г. до н. э. — I веком н. э. Настоящая редакция была создана в III—V веках н. э. Текст построен в виде диалога Пунарвасу Атрейи и его ученика Агнивеши.

## Содержание
Состоит из 8 разделов и 120 глав.
1. Сутрастхана. Раздел содержит общие определения, описание обязанностей врача, классификацию вкусов, дош; качества, полезные свойства, рекомендации по употреблению продуктов (злаков, бобовых, молочных продуктов, мяса, овощей, фруктов, алкогольных напитков) и др.
2. Ниданастхана. Описывает симптомы 8 главных болезней.
3. Виманастхана. Содержит сведения о патологии и медицинском исследовании.
4. Шарирастхана. Содержит данные по эмбриологии и анатомии человека.
5. Индриястхана. Посвящена постановке диагноза и прогнозам.
6. Чикитсастхана. Рассказывает о лечении отдельных болезней.
7. Кальпастхана. Общая терапия, свойства различных лекарственных средств.
8. Сиддхистхана. Общая терапия и описание лекарств.

## Легенда
Автора трактата, Чараку, иногда идентифицируют с Патанджали, а также считают инкарнацией Шеши.